# Roepkeella tornalis
Roepkeella tornalis är en fjärilsart som beskrevs av Sergius G. Kiriakoff 1974. Roepkeella tornalis ingår i släktet Roepkeella och familjen tandspinnare. Inga underarter finns listade.